# Charles Spearman
Charles Edward Spearman (Londra, 10 settembre 1863 – Londra, 7 settembre 1945) è stato uno psicologo e statistico britannico.
Noto per i suoi lavori in ambito della statistica e pioniere dell'analisi fattoriale, allievo di Wilhelm Wundt e fortemente influenzato dalle opere di Francis Galton, propose il coefficiente di correlazione per ranghi di Spearman. 
Condusse inoltre ricerche nell'ambito dell'intelligenza umana, inventando il Fattore g.
Ragionando sul fattore generale dell'intelligenza, introdusse il cosiddetto "Modello Congenerico" (un solo costrutto latente governa tutte le risposte manifeste).
Le procedure statistiche da lui descritte sono diventate standard nell'ambito delle scienze comportamentali.

## Pubblicazioni
- General intelligence? objectively determined and measured. in American Journal of Psychology, 1904
- Proof and measurement of association between two things. in American Journal of Psychology, 1904
- The abilities of man, their nature and measurement. 1927
- Human abilities coautore L. W. Jones, 1951